# Bakersfield (Vermont)
Pour les articles homonymes, voir Bakersfield.
Bakersfield est une municipalité américaine (town) de l'État du Vermont, située dans le comté de Franklin. Lors du recensement de 2020, sa population s'élevait à 1 273 habitants.

## Géographie
La municipalité s'étend sur 115,6 km2 dans le sud-est du comté de Franklin et est limitrophe de celui de Lamoille.
|           | Enosburgh   | Montgomery |
| Fairfield | Bakersfield | Belvidere  |
|           | Fletcher    | Waterville |

## Histoire
L'histoire de la localité commence avec Joseph Baker, originaire de Westborough, dans le Massachusetts, qui achète 10 000 acres de terres en 1791. 

## Politique et administration
La municipalité est administrée par un conseil de cinq membres élus (Selectboard) qui est responsable de la conduite générale des affaires locales. Il a pour fonctions de publier les règlements locaux, préparer le budget, superviser toutes les dépenses, gérer les employés municipaux et contrôler les bâtiments et les biens publics. Il est assisté de « justices de paix » élus et d'un administrateur (clerk town), réunis au sein du Conseil de l'autorité civile.